# Торигу
Торигу (порт. Tourigo)  —  район (фрегезия) в Португалии,  входит в округ Визеу. Является составной частью муниципалитета  Тондела. Находится в составе крупной городской агломерации Большое Визеу. По старому административному делению входил в провинцию Бейра-Алта. Входит в экономико-статистический  субрегион Дан-Лафойнш, который входит в Центральный регион. Население составляет 571 человек на 2001 год. Занимает площадь 8,90 км².